# 超電寺学園きらきら
『超電寺学園きらきら』は、大野安之の漫画作品である。1998年から大野発行の同人誌「命令電波」（ヤスマロ・ヲヲノ名義）に掲載され、蒼竜社より2001年発行分までを単行本化された。

## 概要
本作は同人誌に掲載された作品を単行本として発売したものである、掲載は同人誌の他にソフトバンククリエイティブ発売の『CGネットワーカーズ自選作集』や、大野のサイトでも公開されていた。
登場キャラクターは『超鉄大帝テスラ』や「That's！イズミコ おかわり」にクロスオーバーやスター・システム出演している。

## あらすじ
一大寺緋色は超電寺学園高等部の生徒会長である、学園の謎存在“ますたー・ちょうでんぢ”のパワーにより世界制服を目指すあくのていおーへと変身する。また彼女の親友である副生徒会長の比呂院真奈美も学園の平和を守るためせえぎのせんしに変身する。そして超電寺学園では昼休みになると正義と悪との戦いが繰り広げられている。

## 登場人物
- 一大寺 緋色（いちだいじ ひいろ）
超電寺学園生徒会長。ますたー・ちょうでんぢのぱわーにより、世界制服を“めざす”あくのていおー‘ひーろー・ぐらんど・ですとろいやー’に変身する。
- 比呂院 真奈美（ひろいん まなみ）
超電寺学園副生徒会長。身長174cm、長身、ロングヘアー、メガネがトレードマーク。ますたー・ちょうでんぢのぱわーにより、せえぎのせんし‘すーぱー・くりすたる・ないと’に変身する。
- 来栖原 美歌香（くるすはら みかか）※同人誌では栗栖原 美歌香（くるすはら みかか）
超電寺学園、前文明物理部部長。身長161cm、乙女座B型。ますたー・ちょうでんぢのぱわーにより、きょだいろぼっとを作る才能を貰う。必殺技はぱんちら。
- モトコ・くりすてぃーな・ぢょせふそん（もとこ・くりすてぃーな・ぢょせふそん）※単行本未登場
果たせなかった母の野望を叶えるため世界制服をめざしている。緋色にあくのていおー見習いにしてもらう。ショートカットな事以外は真奈美と瓜二つな姿をしている。ますたー・ちょうでんぢのぱわーなしに‘へる・くりす’へと変身する。
- ますたー・ちょうでんぢ（ますたー・ちょうでんぢ）※キャラクター提供：大滝よしえもん
超電寺学園生徒会室の謎の存在。

## 単行本
- 蒼竜社 プラザCOMIX
- 2002年7月20日初版発行
- ISBN 4-88386-139-2

目次
- 1　無敵なるインヴィンシブル
- 2　恐るべきフォーミダブル
- 3　著名なるイラストリアス
- 4　勝ち誇るヴィクトリアス
- 4.5　猛烈なるフューリアス
- 5　名誉あるグロリアス
- 6　華麗なるカレイジャス
- 7　倦むことを知らぬインディファティガブル
- 8　慈悲深きインプラカブル
- 9　執念深きヴィンディクティブ
- 10　不屈のインドミタブル
- 11　荘厳なるマジェスティック
- 12　奇跡のサクラメント